# Alderland
Alderland är ett musikalbum av det svenska punkbandet Mimikry. Albumet är släppt av skivbolaget Sound Pollution / Krypton Records och producerat av Chips Kiesbye, känd som gitarrist i det svenska bandet Sator.

## Låtlista
| Nr  | Titel                       | Längd | Notering |
| --- | --------------------------- | ----- | -------- |
| 1.  | Ett Kors                    | 2:35  |          |
| 2.  | Alderland                   | 3:31  |          |
| 3.  | Jag Ska Hålla Mig Vaken     | 3:28  |          |
| 4.  | Min Sång                    | 2.39  |          |
| 5.  | Som En Av Hundarna          | 2:45  |          |
| 6.  | Dina Svar                   | 3:58  |          |
| 7.  | Nell                        | 3:18  |          |
| 8.  | Blundar Du Så Blundar Jag   | 2.29  |          |
| 9.  | Där Jussi Står Staty        | 2:50  |          |
| 10. | Flykten Från Apornas Planet | 3:08  |          |
| 11. | Vi Kan Klara Det Här        | 2:39  |          |
| 12. | Tankar Om Dig               | 2:34  |          |
| 13. | Kom Och Dansa Lite          | 3:00  |          |